# 5444 Gautier
5444 Gautier este o planetă minoră (asteroid), cu un diametru de 4,994 km, din centura de asteroizi. A fost descoperită pe 5 august 1991 la Observatorul Palomar de Henry E. Holt și a fost numită după Daniel Gautier⁠(d). 
Obiectul prezintă o orbită caracterizată de o semiaxă mare de 2,3773944 UAi, o excentricitate de 0,16, o înclinație de 0,75971 ° în raport cu ecliptica.